# Nicolaas Vercauteren
Nicolaas Vercauteren (Sint-Niklaas, 4 april 1821 - Gent, 20 augustus 1876) was de vierde generaal-overste van de Broeders van Liefde.

## Levensloop
Constantijn Vercauteren was de zoon van Piet-Jan Vercauteren en Barbara Rombaut. Hij trad binnen bij de Broeders van Liefde in 1842 en nam de kloosternaam Nicolaas aan. Hij legde zijn eeuwige geloften af op 14 augustus 1843.
Gedurende dertig jaar stond hij in het onderwijs. Ook nadat hij generaal-overste werd, bleef hij directeur van de jongensschool in de Bijloke. Hij verkreeg bekendheid als pedagoog, onder meer door de schoolboeken die hij schreef.
Hij verwierf ook een gevestigde reputatie als fondsenwerver. Met zijn rustig en vriendelijk voorkomen boezemde hij de weldoeners vertrouwen in. Hij werd in deze activiteit actief bijgestaan door zijn ongehuwde zus Coralie. Niet alleen zamelde ze fondsen in, ze was ook een grote propagandiste voor de congregatie en bracht er enkele tientallen jonge mannen toe om in te treden.

## Generaal-overste
Op 6 oktober 1871 was maar één stembeurt nodig om een opvolger te vinden voor de uitzonderlijke overste die Bourgois was geweest. Vercauteren kende de congregatie goed want hij was al jaren lid van de algemene raad. Zo wist hij beter dan wie ook dat het zwakke punt van de congregatie de precaire financiële toestand was. De sterke expansie had veel investeringen vereist. De eigendommen van de congregatie waren met hypotheken bezwaard en de schuldenlast was aanzienlijk. De politieke twisten hadden in een aantal gemeenten tot gevolg gehad dat de bijdragen die verschuldigd waren voor de inrichtingen die de Broeders in naam van de gemeente bestuurden geen gelijke tred hielden met de stijging van de levensduurte. Een aantal huizen was verlieslatend.
Dit kon zo niet blijven, wilde men een dreigend financieel debacle vermijden. Er werd een algemeen offensief ingezet om van de gemeenten hogere bijdragen te bekomen. Meestal lukte het. Waar het niet lukte besliste Nicolaas, met pijn in het hart, tot sluiting of afstoten. Dit was het geval met een weeshuis in Antwerpen dat gebukt ging onder ondraaglijke lasten. Speciale inspanningen dienden geleverd voor de twee instituten voor gehandicapte jongens in Gent en in Sint-Lambrechts-Woluwe, waarvan het voortbestaan aan een zijden draadje hing. Nicolaas slaagde erin ze van de ondergang te redden. Hij trok ook naar Canada om de kwakkelende financies van die verre stichting recht te trekken.
Drie jaar na zijn aantreden waren de schulden van de congregatie gehalveerd. Het was dan ook niet te verwonderen dat zijn mandaat in 1874 met 32stemmen op 35 werd verlengd.
De sanering van de financies verhinderde hem niet om ook nauwlettend toe te zien op het onderhouden van de kloosterregels. Op dit gebied was hij zeker niet minder veeleisend dan zijn voorgangers.
Hij innoveerde ook door het aanvaarden van heel jonge postulanten. Het was tot dan toe een ongeschreven regel geweest alleen volwassen mannen te laten intreden, die niet meer het risico liepen voor legerdienzst te worden opgeroepen; Nicolaas besefte echter dat men van langsommeer op goed opgeleide krachten moest kunnen rekenen, zowel in het onderwijs als in de ziekenzorg. Hoe vroeger men aan die opleiding begon, hoe beter. Dit was de aanvang van de juvenaten waar men vanaf de leeftijd van veertien jaar kon intreden en een passende opleiding kon krijgen. Uiteraard besliste men over toetreding tot de congregatie slechts wanneer men de volwassen leeftijd had bereikt. Gemiddeld trad dertig procent van de juvenisten tot de congregatie toe.

## Balans
Midden zijn tweede termijn werd Nicolaas plots door kanker overvallen. Hij was amper 55 toen hij overleed.
Toen hij stierf telde de congregatie 277 geprofeste leden verspreid over 17 huizen: 7 in Gent, 3 in Mechelen, 2 in Brugge en Luik, 1 in Doornik (Froidmont), Montreal en Boston. De broeders verpleegden 1600 bejaarden en krankzinnigen en gaven onderwijs en gedeeltelijk ook huisvesting aan 3500 kinderen, onder wie een aanzienlijk deel visueel en auditief gehandicapte kinderen.